# Giuseppe Mifsud Bonnici
Giuseppe Mifsud Bonnici (Cospicua, 17 luglio 1930 – 21 febbraio 2019) è stato un magistrato e giurista maltese.

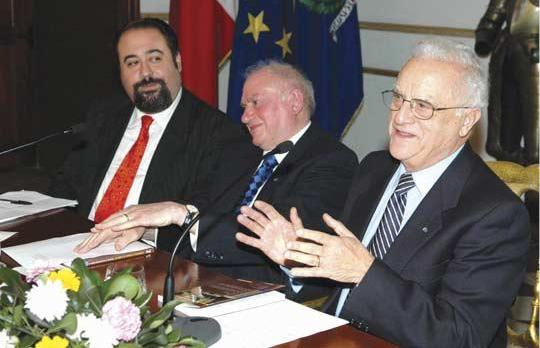
Il Presidente di Malta Edward Fenech Adami, Il Presidente della Corte costituzionale Giuseppe Mifsud Bonnici, e dott. Mark A. Sammut

Fu presidente della corte costituzionale e della corte d'appello di Malta

## Biografia
Studiò all'Università di Malta ottenendo il dottorato in giurisprudenza nel 1958. Nel 1955 fu il campione maltese di scacchi. Dopo la laurea, perfezionò gli studi a Roma. Iniziò a insegnare filosofia del diritto all'Università di Malta nel 1966, ove continuò sino al 1995. Venne nominato professore ordinario di filosofia del diritto nel 1988.
In quello stesso anno venne nominato giudice delle Corti Superiori di Malta e due anni dopo Presidente della Corte d'Appello e della Corte Costituzionale, incarichi che ricoprì sino al 1995. Dal 1992 fino al 1998, ricoprì il ruolo di giudice della Corte europea dei diritti dell'uomo. È un Honorary Fellow dell'Institute for Advanced Legal Studies di Londra.
Fu autore di alcuni saggi di ispirazione giuridico filosofica, come Il-Ligi, il-Morali u r-Raguni (Il Diritto, La Morale, e la Ragione), pubblicato nel 2008 (Ius Melitæ) e scritto con Mark A. Sammut.
È morto nel 2019 per un tumore polmonare.
Era il fratello maggiore del presidente emerito Ugo Mifsud Bonnici, ex Presidente della Repubblica di Malta.